# コント55号のやるぞみてくれ!
『コント55号のやるぞみてくれ!』（コントごじゅうごごうのやるぞみてくれ）は、1970年4月4日から同年5月30日までフジテレビ系列局で放送されていたフジテレビ製作の公開バラエティ番組で、メインを務めたコント55号の冠番組である。放送時間は毎週土曜 20時00分 - 20時56分（日本標準時）。

## 概要
前番組『コント55号の世界は笑う』のリニューアル版で、各回のメインとなるコントコーナー、時事をネタにしたコントを行う「ケッ作ニュース」のコーナー、坂上二郎が司会、萩本欽一が鐘叩き役を務める「スターのど自慢」のコーナーの3つで構成されていた。
しかし、番組はわずか2か月で打ち切られ、『世界は笑う』の放送開始以来2年近く続いた土曜20時台のコント55号の番組シリーズは幕を閉じた。同年9月には木曜19時台の『コント・カチョ〜ン→コント・デ・勝負!』も終了し、フジテレビで放送のコント55号の番組は、1971年4月1日に木曜22時台で『コント55号のおとぼけ人間学』がスタートするまで半年間中断することになった。これ以後、コント55号は個別に活動することが多くなっていった。